# Fußball-Bayernliga 2016/17
Die Saison 2016/17 der Bayernliga war die 73. Spielzeit der Fußball-Bayernliga und die neunte als fünfthöchste Spielklasse in Deutschland. Seit dem Inkrafttreten der Spielklassenreform zur Saison 2012/13 bildet die Bayernliga den Unterbau der neu eingeführten Regionalliga Bayern.

## Auf- und Abstiegsregelung
- Aufstieg in die Regionalliga Bayern

Für den Aufstieg in die Regionalliga Bayern sind die Meister der beiden Staffeln sportlich qualifiziert. Die Zweitplatzierten bestreiten eine Relegationsrunde mit dem 15. und 16. der Regionalliga Bayern um mindestens einen Startplatz in der Regionalliga.
- Abstieg aus der Bayernliga

Die Letztplatzierten jeder Staffel steigen in die Landesligen ab. Die 15., 16. und 17. der beiden Staffeln sowie der punktquotientschlechtere 14. der beiden Staffeln spielen mit den fünf Vizemeister der Landesligen in einer Relegationsrunde mindestens drei weitere Startplätze in der Bayernliga aus.
- Aufstieg in die Bayernliga

Die Meister der fünf Landesliga-Staffeln Nordwest, Nordost, Mitte, Südwest und Südost steigen direkt in die Bayernliga auf. Die fünf Vizemeister der Landesligen spielen in einer Relegationsrunde mit den 15., 16. und 17. der beiden Bayernliga-Staffeln sowie dem schlechter platzierte 14. der beiden Staffeln mindestens drei weitere Startplätze in der Bayernliga aus.

## Teilnehmer und Staffeleinteilung
Für die Spielzeit 2016/17 haben sich folgende Vereine sportlich qualifiziert:
- die Absteiger aus der Regionalliga Bayern 2015/16: 
  - FC Amberg, Viktoria Aschaffenburg, TSV 1896 Rain

- die verbliebenen Mannschaften aus der Staffel Nord der Bayernliga 2015/16: 
  - TSV Aubstadt, DJK Don Bosco Bamberg, VfB Eichstätt, SC Eltersdorf, SV Erlenbach am Main, 1. SC Feucht, TSV Großbardorf, SV Alemannia Haibach, SSV Jahn Regensburg II, 1. FC Sand, SpVgg SV Weiden, Würzburger FV

- die verbliebenen Mannschaften aus der Staffel Süd der Bayernliga 2015/16: 
  - TSV Bogen, TSV Dachau 1865, SpVgg Hankofen-Hailing, SV Heimstetten, SV Kirchanschöring, TSV 1874 Kottern, TSV Landsberg, FC Pipinsried, SV Pullach, TSV Schwabmünchen, 1. FC Sonthofen, FC Unterföhring, DJK Vilzing, BCF Wolfratshausen

- die Meister der fünf Staffeln der Landesliga Bayern 2015/16:
  - DJK Ammerthal, SpVgg Ansbach 09, FC Gundelfingen, FC Ismaning, ASV Neumarkt

- der Landesliga-Vizemeister, der über die Aufstiegsrelegation aufsteigen konnte: 
  - Würzburger Kickers II

- der Sieger der Entscheidungsspiele um den letzten freien Platz in der Bayernliga:
  - VfL Frohnlach

Da vier der sechs Aufsteiger aus den Landesligen (Ansbach, Neumarkt, Ammerthal und Würzburger Kickers II) sowie zwei der drei Absteiger aus der Regionalliga Bayern (Aschaffenburg und Amberg) geographisch eindeutig dem Norden zuzuordnen sind, wurde Jahn Regensburg II von der Bayernliga Nord in die Bayernliga Süd versetzt, damit in beiden Staffeln 18 Vereine spielen. Der für eine Versetzung in die Südstaffel ebenfalls in Frage gekommene oberbayerische VfB Eichstätt blieb auf eigenen Wunsch in der Nordstaffel.

## Staffel Nord

### Tabelle
| Pl. | Verein                              | Sp. | S  | U  | N  | Tore    | Diff. | Punkte |
| --- | ----------------------------------- | --- | -- | -- | -- | ------- | ----- | ------ |
| 1.  | VfB Eichstätt                       | 34  | 22 | 7  | 5  | 083:340 | +49   | 73     |
| 2.  | Viktoria Aschaffenburg (A)          | 34  | 20 | 9  | 5  | 083:340 | +49   | 69     |
| 3.  | TSV Aubstadt                        | 34  | 20 | 8  | 6  | 069:300 | +39   | 68     |
| 4.  | TSV Großbardorf                     | 34  | 19 | 7  | 8  | 059:290 | +30   | 64     |
| 5.  | ASV Neumarkt (N)                    | 34  | 20 | 4  | 10 | 053:300 | +23   | 64     |
| 6.  | SC Eltersdorf 1                     | 34  | 14 | 7  | 13 | 058:560 | +2    | 49     |
| 7.  | 1. FC Sand 1                        | 34  | 13 | 10 | 11 | 052:460 | +6    | 49     |
| 8.  | DJK Ammerthal (N) 1                 | 34  | 13 | 9  | 12 | 054:540 | ±0    | 48     |
| 9.  | Würzburger Kickers II (N) U23/ 1/ 2 | 34  | 14 | 9  | 11 | 047:390 | +8    | 48     |
| 10. | FC Amberg (A)                       | 34  | 11 | 11 | 12 | 055:510 | +4    | 44     |
| 11. | DJK Don Bosco Bamberg               | 34  | 12 | 7  | 15 | 043:480 | −5    | 43     |
| 12. | Würzburger FV                       | 34  | 12 | 7  | 15 | 043:580 | −15   | 43     |
| 13. | SpVgg Ansbach 09 (N)                | 34  | 12 | 6  | 16 | 061:640 | −3    | 42     |
| 14. | SpVgg SV Weiden                     | 34  | 11 | 8  | 15 | 036:580 | −22   | 41     |
| 15. | 1. SC Feucht                        | 34  | 10 | 7  | 17 | 035:490 | −14   | 37     |
| 16. | SV Erlenbach am Main                | 34  | 7  | 7  | 20 | 029:790 | −50   | 28     |
| 17. | SV Alemannia Haibach                | 34  | 6  | 7  | 21 | 043:700 | −27   | 25     |
| 18. | VfL Frohnlach                       | 34  | 3  | 4  | 27 | 023:970 | −74   | 13     |

| (A) | Absteiger aus der Regionalliga Bayern 2015/16 |
| (N) | Aufsteiger aus der Landesligen 2015/16        |

### Kreuztabelle
Die Kreuztabelle stellt die Ergebnisse aller Spiele dieser Saison dar. Die Heimmannschaft ist in der linken Spalte, die Gastmannschaft in der oberen Zeile aufgelistet.
| 2016/17                | FC Amberg | Viktoria Aschaffenburg | VfB Eichstätt | TSV Großbardorf | SpVgg SV Weiden | SV Alemannia Haibach | SC Eltersdorf |     | 1. FC Sand | 1. SC Feucht | DJK Don Bosco Bamberg | Würzburger FV | SV Erlenbach am Main | VfL Frohnlach | DJK Ammerthal | SpVgg Ansbach 09 | ASV Neumarkt | Würzburger Kickers II |
| ---------------------- | --------- | ---------------------- | ------------- | --------------- | --------------- | -------------------- | ------------- | --- | ---------- | ------------ | --------------------- | ------------- | -------------------- | ------------- | ------------- | ---------------- | ------------ | --------------------- |
| FC Amberg              |           | 2:3                    | 1:1           | 2:0             | 3:2             | 4:2                  | 1:0           | 2:2 | 3:0        | 2:2          | 2:1                   | 1:2           | 6:0                  | 1:2           | 1:3           | 2:7              | 0:1          | 5:2                   |
| Viktoria Aschaffenburg | 3:3       |                        | 1:4           | 1:0             | 5:0             | 6:1                  | 4:1           | 2:1 | 1:1        | 1:0          | 3:0                   | 4:0           | 3:1                  | 8:0           | 2:2           | 2:3              | 4:0          | 2:1                   |
| VfB Eichstätt          | 1:1       | 2:0                    |               | 3:2             | 6:0             | 4:0                  | 3:0           | 0:0 | 4:3        | 1:0          | 0:0                   | 2:0           | 5:0                  | 3:1           | 6:3           | 3:1              | 0:1          | 3:1                   |
| TSV Großbardorf        | 0:0       | 1:1                    | 3:0           |                 | 1:0             | 2:0                  | 1:1           | 0:1 | 2:0        | 1:1          | 3:2                   | 3:0           | 4:0                  | 5:2           | 2:0           | 3:1              | 1:0          | 2:0                   |
| SpVgg SV Weiden        | 2:0       | 0:0                    | 1:1           | 1:0             |                 | 2:0                  | 3:1           | 0:2 | 1:1        | 2:5          | 2:0                   | 1:3           | 1:4                  | 3:0           | 2:0           | 2:1              | 0:1          | 1:2                   |
| SV Alemannia Haibach   | 3:1       | 0:2                    | 2:2           | 1:2             | 3:0             |                      | 3:4           | 2:3 | 1:2        | 0:2          | 5:0                   | 2:1           | 2:2                  | 4:1           | 0:2           | 0:2              | 0:0          | 1:1                   |
| SC Eltersdorf          | 2:1       | 0:3                    | 1:0           | 3:1             | 3:0             | 4:2                  |               | 0:0 | 4:1        | 1:2          | 2:3                   | 0:0           | 6:0                  | 2:1           | 3:1           | 0:5              | 1:2          | 0:3                   |
| TSV Aubstadt           | 3:0       | 4:2                    | 2:3           | 1:1             | 4:0             | 0:0                  | 2:2           |     | 1:1        | 5:0          | 2:0                   | 1:2           | 2:0                  | 1:0           | 1:1           | 5:2              | 3:2          | 1:0                   |
| 1. FC Sand             | 1:1       | 2:3                    | 0:1           | 2:1             | 0:0             | 3:1                  | 0:1           | 2:1 |            | 4:1          | 2:1                   | 0:1           | 6:1                  | 3:0           | 3:0           | 3:1              | 1:0          | 2:0 3                 |
| 1. SC Feucht           | 4:3       | 0:2                    | 2:1           | 0:0             | 0:0             | 0:0                  | 2:0           | 0:3 | 2:0        |              | 0:1                   | 2:0           | 1:2                  | 2:1           | 0:1           | 3:0              | 0:1          | 0:1                   |
| DJK Don Bosco Bamberg  | 0:0       | 2:1                    | 1:4           | 0:2             | 0:1             | 3:0                  | 3:2           | 3:2 | 3:1        | 1:1          |                       | 4:0           | 1:1                  | 3:1           | 1:1           | 2:2              | 1:0          | 0:1                   |
| Würzburger FV          | 0:0       | 0:1                    | 3:5           | 0:1             | 1:1             | 3:0                  | 3:3           | 1:3 | 1:1        | 3:0          | 2:0                   |               | 1:2                  | 1:0           | 1:3           | 1:1              | 0:1          | 2:1                   |
| SV Erlenbach am Main   | 0:0       | 0:0                    | 0:2           | 0:4             | 0:2             | 1:0                  | 0:1           | 0:2 | 1:2        | 2:1          | 0:2                   | 0:3           |                      | 4:0           | 1:1           | 1:1              | 1:3          | 1:1                   |
| VfL Frohnlach          | 1:1       | 0:8                    | 0:6           | 0:5             | 1:3             | 0:4                  | 1:1           | 0:3 | 1:1        | 3:0          | 0:3                   | 0:3           | 5:0                  |               | 1:1           | 0:1              | 0:1          | 1:2                   |
| DJK Ammerthal          | 0:1       | 0:0                    | 1:2           | 4:2             | 3:0             | 2:1                  | 2:2           | 0:4 | 2:2        | 1:0          | 2:1                   | 6:1           | 3:1                  | 4:0           |               | 1:3              | 0:1          | 1:1                   |
| SpVgg Ansbach 09       | 0:4       | 1:3                    | 2:1           | 1:1             | 2:2             | 3:3                  | 0:3           | 0:1 | 3:0        | 4:1          | 2:1                   | 2:3           | 1:2                  | 4:0           | 2:1           |                  | 1:4          | 0:2                   |
| ASV Neumarkt           | 0:1       | 1:1                    | 1:4           | 0:1             | 4:0             | 2:0                  | 3:1           | 0:2 | 1:1        | 2:1          | 1:0                   | 1:1           | 4:1                  | 3:0           | 5:0           | 2:1              |              | 4:0                   |
| Würzburger Kickers II  | 1:0       | 1:1                    | 0:0           | 1:2             | 1:1             | 4:0                  | 0:3           | 2:1 | 1:1        | 0:0          | 0:0                   | 6:0           | 3:0                  | 3:0           | 1:2           | 2:1              | 2:1          |                       |

### Stadien

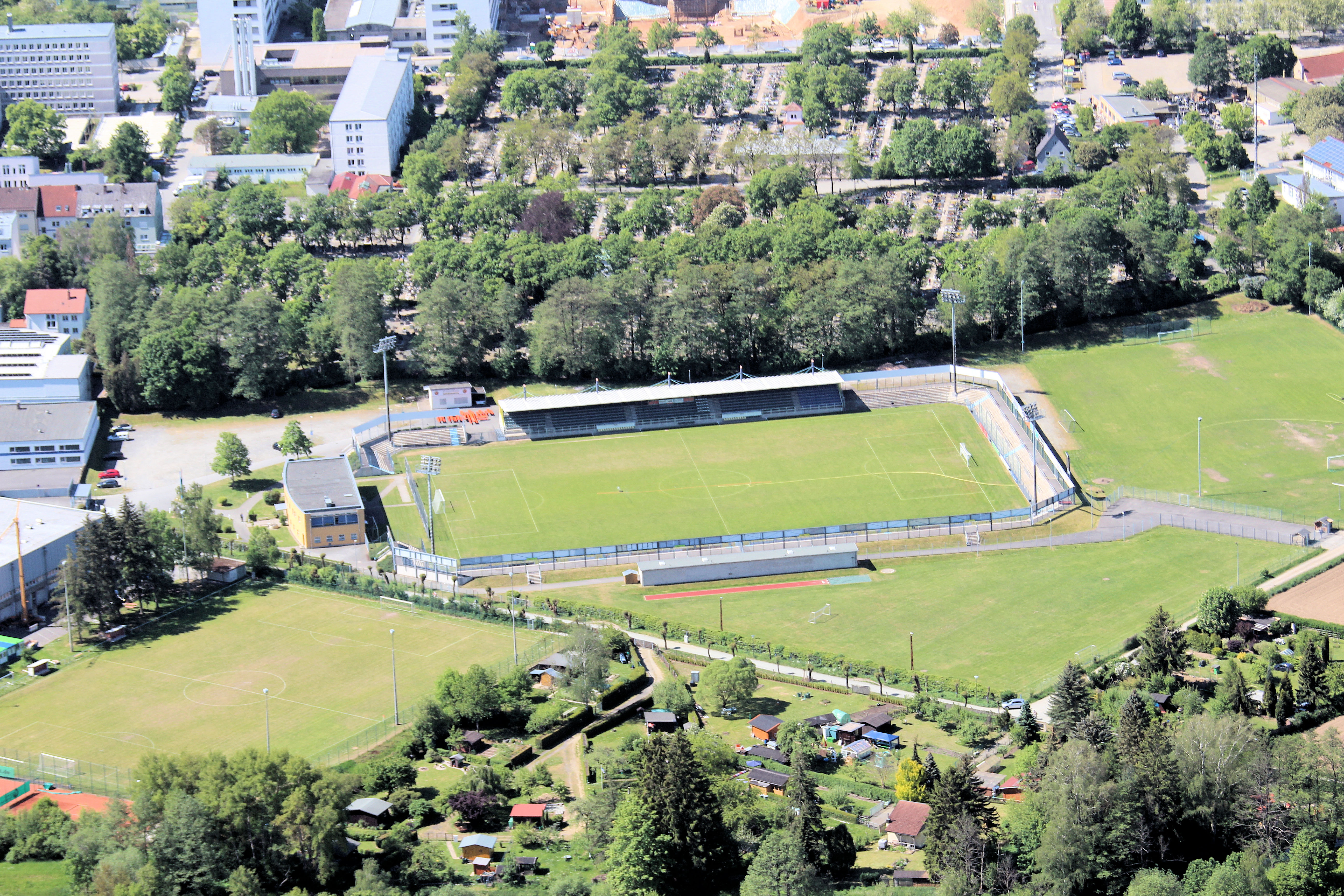
Sparda Bank-Stadion in Weiden

| Name                             | Stadt               | Verein                 | Kapazität |
| -------------------------------- | ------------------- | ---------------------- | --------- |
| Stadion am Schönbusch            | Aschaffenburg       | Viktoria Aschaffenburg | 8.000     |
| Stadion Deininger Weg            | Neumarkt            | ASV Neumarkt           | 8.000     |
| Sparda Bank-Stadion              | Weiden              | SpVgg SV Weiden        | 7.600     |
| Stadion am Schanzl               | Amberg              | FC Amberg              | 7.000     |
| Pigrol-Sportpark                 | Ansbach             | SpVgg Ansbach 09       | 5.000     |
| Willi-Schillig-Stadion           | Ebersdorf-Frohnlach | VfL Frohnlach          | 5.000     |
| Stadion am Hohen Kreuz           | Haibach             | SV Alemannia Haibach   | 5.000     |
| Waldstadion                      | Feucht              | 1. SC Feucht           | 3.500     |
| Bioenergie-Arena                 | Großbardorf         | TSV Großbardorf        | 3.500     |
| Sepp-Endres-Sportanlage          | Würzburg            | Würzburger FV          | 3.500     |
| Schulstadion                     | Aubstadt            | TSV Aubstadt           | 3.000     |
| Rudi-Ziegler-Sportanlage         | Bamberg             | DJK Don Bosco Bamberg  | 3.000     |
| Westparkstadion                  | Eichstätt           | VfB Eichstätt          | 3.000     |
| Waldstadion                      | Erlenbach am Main   | SV Erlenbach am Main   | 3.000     |
| Sportzentrum am Hubland, Platz 3 | Würzburg            | Würzburger Kickers II  | 3.000     |
| Sportanlage Langenau             | Erlangen-Eltersdorf | SC Eltersdorf          | 2.500     |
| Seestadion                       | Sand am Main        | 1. FC Sand             | 2.500     |
| Sportgelände Pürschläger Weg     | Ammerthal           | DJK Ammerthal          | 1.500     |

## Staffel Süd

### Tabelle
| Pl. | Verein                     | Sp. | S  | U  | N  | Tore    | Diff. | Punkte |
| --- | -------------------------- | --- | -- | -- | -- | ------- | ----- | ------ |
| 1.  | SV Pullach 4               | 34  | 21 | 10 | 3  | 073:320 | +41   | 73     |
| 2.  | FC Unterföhring            | 34  | 21 | 6  | 7  | 062:420 | +20   | 69     |
| 3.  | FC Pipinsried              | 34  | 18 | 9  | 7  | 055:380 | +17   | 63     |
| 4.  | TSV Schwabmünchen          | 34  | 17 | 9  | 8  | 054:430 | +11   | 60     |
| 5.  | TSV Dachau 1865            | 34  | 18 | 6  | 10 | 056:490 | +7    | 60     |
| 6.  | DJK Vilzing 5              | 34  | 14 | 10 | 10 | 047:480 | −1    | 52     |
| 7.  | SV Heimstetten 5           | 34  | 15 | 7  | 12 | 068:520 | +16   | 52     |
| 8.  | SV Kirchanschöring         | 34  | 13 | 9  | 12 | 040:390 | +1    | 48     |
| 9.  | 1. FC Sonthofen            | 34  | 12 | 11 | 11 | 055:440 | +11   | 47     |
| 10. | TSV 1896 Rain (A)          | 34  | 13 | 7  | 14 | 064:580 | +6    | 46     |
| 11. | FC Ismaning (N)            | 34  | 10 | 12 | 12 | 052:520 | ±0    | 42     |
| 12. | TSV 1874 Kottern           | 34  | 10 | 9  | 15 | 064:720 | −8    | 39     |
| 13. | SpVgg Hankofen-Hailing     | 34  | 8  | 11 | 15 | 036:570 | −21   | 35     |
| 14. | BCF Wolfratshausen 5       | 34  | 10 | 4  | 20 | 044:660 | −22   | 34     |
| 15. | TSV Landsberg 5            | 34  | 9  | 7  | 18 | 046:650 | −19   | 34     |
| 16. | SSV Jahn Regensburg II (U) | 34  | 10 | 3  | 21 | 053:560 | −3    | 33     |
| 17. | TSV Bogen                  | 34  | 8  | 7  | 19 | 034:620 | −28   | 31     |
| 18. | FC Gundelfingen (N)        | 34  | 6  | 9  | 19 | 039:670 | −28   | 27     |

| (A) | Absteiger aus der Regionalliga Bayern 2015/16 |
| (N) | Aufsteiger aus der Landesligen 2015/16        |
| (U) | Staffelwechsel aus dem Norden in den Süden    |

### Kreuztabelle
Die Kreuztabelle stellt die Ergebnisse aller Spiele dieser Saison dar. Die Heimmannschaft ist in der linken Spalte, die Gastmannschaft in der oberen Zeile aufgelistet.
| 2016/17                | TSV Rain a. Lech | SV Pullach | 1. FC Sonthofen | FC Unterföhring | SV Heimstetten | SV Kirchanschöring | TSV Dachau 1865 | SpVgg Hankofen-Hailing | FC Pipinsried | TSV Kottern | DJK Vilzing | BCF Wolfratshausen | TSV Schwabmünchen | TSV Landsberg | TSV Bogen | SSV Jahn Regensburg II | FC Gundelfingen | FC Ismaning |
| ---------------------- | ---------------- | ---------- | --------------- | --------------- | -------------- | ------------------ | --------------- | ---------------------- | ------------- | ----------- | ----------- | ------------------ | ----------------- | ------------- | --------- | ---------------------- | --------------- | ----------- |
| TSV 1896 Rain          |                  | 2:3        | 3:1             | 2:0             | 3:0            | 4:1                | 1:2             | 2:2                    | 1:4           | 1:0         | 2:2         | 2:1                | 0:1               | 2:3           | 4:1       | 3:0                    | 2:2             | 2:0         |
| SV Pullach             | 1:0              |            | 4:3             | 1:2             | 0:1            | 5:2                | 3:1             | 1:0                    | 2:1           | 2:2         | 2:1         | 2:0                | 3:0               | 5:1           | 1:1       | 2:2                    | 3:0             | 5:1         |
| 1. FC Sonthofen        | 2:2              | 2:3        |                 | 0:2             | 2:1            | 0:0                | 1:3             | 5:0                    | 1:2           | 2:2         | 1:1         | 1:2                | 5:1               | 2:0           | 4:1       | 3:0                    | 2:1             | 2:0         |
| FC Unterföhring        | 5:1              | 1:4        | 3:1             |                 | 0:4            | 1:1                | 2:1             | 1:1                    | 2:1           | 3:2         | 1:1         | 1:0                | 2:2               | 3:2           | 1:0       | 2:0                    | 3:2             | 1:2         |
| SV Heimstetten         | 0:0              | 2:2        | 4:2             | 0:2             |                | 2:1                | 2:2             | 3:0                    | 5:0           | 4:3         | 0:1         | 4:4                | 5:1               | 2:0           | 1:2       | 0:0                    | 4:0             | 2:2         |
| SV Kirchanschöring     | 3:0              | 1:2        | 1:1             | 2:0             | 3:2            |                    | 0:0             | 2:0                    | 0:2           | 0:1         | 0:0         | 2:1                | 0:0               | 3:0           | 1:0       | 2:0                    | 3:1             | 3:1         |
| TSV Dachau 1865        | 5:2              | 2:1        | 1:1             | 1:3             | 3:1            | 1:0                |                 | 2:4                    | 2:1           | 0:2         | 3:2         | 1:3                | 2:4               | 2:1           | 1:1       | 1:0                    | 0:1             | 0:0         |
| SpVgg Hankofen-Hailing | 2:2              | 0:0        | 0:2             | 2:0             | 1:0            | 2:0                | 1:2             |                        | 1:1           | 3:1         | 0:3         | 1:2                | 1:1               | 2:1           | 1:2       | 2:1                    | 2:2             | 1:1         |
| FC Pipinsried          | 2:0              | 0:0        | 0:1             | 1:2             | 2:1            | 1:0                | 3:1             | 2:0                    |               | 1:1         | 2:2         | 2:1                | 1:0               | 2:1           | 1:0       | 3:2                    | 0:0             | 3:2         |
| TSV 1874 Kottern       | 4:2              | 0:2        | 2:2             | 1:1             | 4:1            | 0:0                | 4:2             | 4:1                    | 2:3           |             | 1:4         | 3:1                | 1:3               | 2:1           | 1:1       | 2:7                    | 1:1             | 0:1         |
| DJK Vilzing            | 0:0              | 0:5        | 1:0             | 2:2             | 3:2            | 2:1                | 1:4             | 4:2                    | 1:1           | 3:2         |             | 4:1                | 0:0               | 1:4           | 1:0       | 1:0                    | 3:2             | 0:1         |
| BCF Wolfratshausen     | 1:3              | 0:2        | 0:0             | 1:3             | 0:3            | 1:2                | 1:2             | 2:1                    | 2:2           | 4:2         | 0:1         |                    | 0:5               | 2:1           | 0:1       | 3:1                    | 2:1             | 1:1         |
| TSV Schwabmünchen      | 2:1              | 1:1        | 2:0             | 2:0             | 0:2            | 1:1                | 1:1             | 3:0                    | 1:0           | 1:3         | 1:0         | 1:0                |                   | 2:2           | 4:0       | 2:0                    | 3:2             | 1:1         |
| TSV Landsberg          | 3:2              | 1:1        | 0:0             | 1:2             | 3:1            | 1:0                | 0:2             | 0:0                    | 0:5           | 1:1         | 0:1         | 1:2                | 3:1               |               | 3:3       | 2:1                    | 3:1             | 2:2         |
| TSV Bogen              | 1:6              | 0:2        | 1:1             | 0:3             | 1:2            | 2:4                | 0:1             | 0:0                    | 1:1           | 5:2         | 1:0         | 1:0                | 0:2               | 2:1           |           | 2:5                    | 0:1             | 1:2         |
| SSV Jahn Regensburg II | 0:3              | 0:1        | 0:2             | 1:3             | 1:2            | 5:0                | 0:1             | 1:2                    | 0:1           | 2:1         | 4:0         | 0:2                | 6:1               | 4:1           | 3:1       |                        | 4:1             | 0:3         |
| FC Gundelfingen        | 1:2              | 0:0        | 0:2             | 0:3             | 1:2            | 0:0                | 1:2             | 4:1                    | 2:3           | 1:6         | 1:1         | 5:1                | 0:3               | 0:3           | 1:0       | 0:0                    |                 | 2:2         |
| FC Ismaning            | 3:2              | 2:2        | 1:1             | 0:2             | 3:3            | 0:1                | 1:2             | 0:0                    | 1:1           | 6:1         | 2:0         | 4:3                | 0:1               | 4:0           | 1:2       | 1:3                    | 1:2             |             |

## Relegationsrunde zur Bayernliga
In der Relegationsrunde zur Bayernliga ermittelten die fünf Vizemeister der Landesliga, sowie die Tabellen-17., Tabellen-16., Tabellen-15. und der punktquotientschlechtere Tabellen-14. der beiden Bayernliga-Staffeln sechs Teilnehmer an der Bayernliga in der folgenden Spielzeit in vier regionalen Gruppen mit je einem Freilos in der ersten Runde. Die Sieger der jeweiligen zweiten Runde spielen in der kommenden Saison in der Bayernliga. Die Verlierer der 2. Runde ermitteln in einer 3. Runde die letzten beiden Bayernliga-Teilnehmer.
Folgende Mannschaften qualifizierten sich für die Relegationsspiele:
| - Tabellen-15. der Bayernliga Staffel Nord: 1. SC Feucht - Tabellen-16. der Bayernliga Staffel Nord: SV Erlenbach am Main - Tabellen-17. der Bayernliga Staffel Nord: SV Alemannia Haibach - Tabellen-14. der Bayernliga Staffel Süd: BCF Wolfratshausen - Tabellen-15. der Bayernliga Staffel Süd: TSV Landsberg - Tabellen-16. der Bayernliga Staffel Süd: SSV Jahn Regensburg II - Tabellen-17. der Bayernliga Staffel Süd: TSV Bogen | - Vizemeister der Landesliga Bayern Staffel Nordwest: SpVgg Jahn Forchheim - Vizemeister der Landesliga Bayern Staffel Nordost: FSV Erlangen-Bruck - Vizemeister der Landesliga Bayern Staffel Mitte: SV Donaustauf - Vizemeister der Landesliga Bayern Staffel Südwest: Türkspor Augsburg - Vizemeister der Landesliga Bayern Staffel Südost: SB Chiemgau Traunstein |

Die Auslosung ergab folgende Spiele:

### Regionale Gruppe Nordwest
Erste Runde
| Datum       |                      | Gesamt |                      | Hinspiel  | Rückspiel |
| ----------- | -------------------- | ------ | -------------------- | --------- | --------- |
| 24.5./27.5. | SpVgg Jahn Forchheim | 6:2    | SV Alemannia Haibach | 4:0 (2:0) | 2:2 (2:1) |

Zweite Runde
| Datum      |                      | Gesamt |                      | Hinspiel  | Rückspiel |
| ---------- | -------------------- | ------ | -------------------- | --------- | --------- |
| 31.5./3.6. | SpVgg Jahn Forchheim | 1:4    | SV Erlenbach am Main | 0:2 (0:2) | 1:2 (0:0) |

### Regionale Gruppe Nordost
Erste Runde
| Datum       |                    | Gesamt |                        | Hinspiel  | Rückspiel |
| ----------- | ------------------ | ------ | ---------------------- | --------- | --------- |
| 24.5./27.5. | FSV Erlangen-Bruck | 3:0    | SSV Jahn Regensburg II | 2:0 (1:0) | 1:0 (0:0) |

Zweite Runde
| Datum      |                    | Gesamt |              | Hinspiel  | Rückspiel |
| ---------- | ------------------ | ------ | ------------ | --------- | --------- |
| 31.5./3.6. | FSV Erlangen-Bruck | 3:2    | 1. SC Feucht | 3:0 (1:0) | 0:2 (0:1) |

### Regionale Gruppe Südwest
Erste Runde
| Datum       |                   | Gesamt |               | Hinspiel  | Rückspiel |
| ----------- | ----------------- | ------ | ------------- | --------- | --------- |
| 24.5./27.5. | Türkspor Augsburg | 3:3(a) | TSV Landsberg | 2:2 (2:1) | 1:1 (0:1) |

Zweite Runde
| Datum      |               | Gesamt |                    | Hinspiel  | Rückspiel |
| ---------- | ------------- | ------ | ------------------ | --------- | --------- |
| 31.5./3.6. | TSV Landsberg | 1:6    | BCF Wolfratshausen | 1:1 (1:1) | 0:5 (0:2) |

### Regionale Gruppe Südost
Erste Runde
| Datum       |                        | Gesamt |               | Hinspiel  | Rückspiel |
| ----------- | ---------------------- | ------ | ------------- | --------- | --------- |
| 24.5./27.5. | SB Chiemgau Traunstein | 3:1    | SV Donaustauf | 2:1 (1:0) | 1:0 (0:0) |

Zweite Runde
| Datum      |                        | Gesamt |           | Hinspiel  | Rückspiel |
| ---------- | ---------------------- | ------ | --------- | --------- | --------- |
| 31.5./3.6. | SB Chiemgau Traunstein | 3:1    | TSV Bogen | 2:0 (1:0) | 1:1 (0:1) |

### Dritte Runde
Begegnung 1
| Datum     |                      | Gesamt |              | Hinspiel  | Rückspiel |
| --------- | -------------------- | ------ | ------------ | --------- | --------- |
| 6.6./9.6. | SpVgg Jahn Forchheim | 5:4    | 1. SC Feucht | 1:2 (1:1) | 4:2 (2:1) |

Begegnung 2
| Datum     |               | Gesamt |           | Hinspiel  | Rückspiel |
| --------- | ------------- | ------ | --------- | --------- | --------- |
| 6.6./9.6. | TSV Landsberg | 4:3    | TSV Bogen | 2:2 (1:0) | 2:1 (0:1) |